# Jean Hupeau
Jean Hupeau, né en 1710 et mort le 10 mars 1763, est un architecte et ingénieur des ponts et chaussées français, qui s’est principalement illustré dans différents projets de différents ponts, dont le pont Royal d’Orléans.

## Biographie
Jean Hupeau, architecte, né au début du XVIIIe siècle, a été successivement nommé en 1731 ingénieur de la généralité de Riom et plus tard de la généralité de Soissons. Le 8 mai 1742, il est nommé inspecteur des ponts et chaussées, et en 1754, premier ingénieur en remplacement de Germain Boffrand.
L'art de Hupeau est reconnu. Il sera reçu académicien à l'Académie royale d'architecture le 10 janvier 1757.
Il est mort le 10 mars 1763 au matin à la suite d'une longue maladie et a été remplacé par Jean-Rodolphe Perronet à la tête du Corps des Ponts et Chaussées.

## Ouvrages projetés ou construits

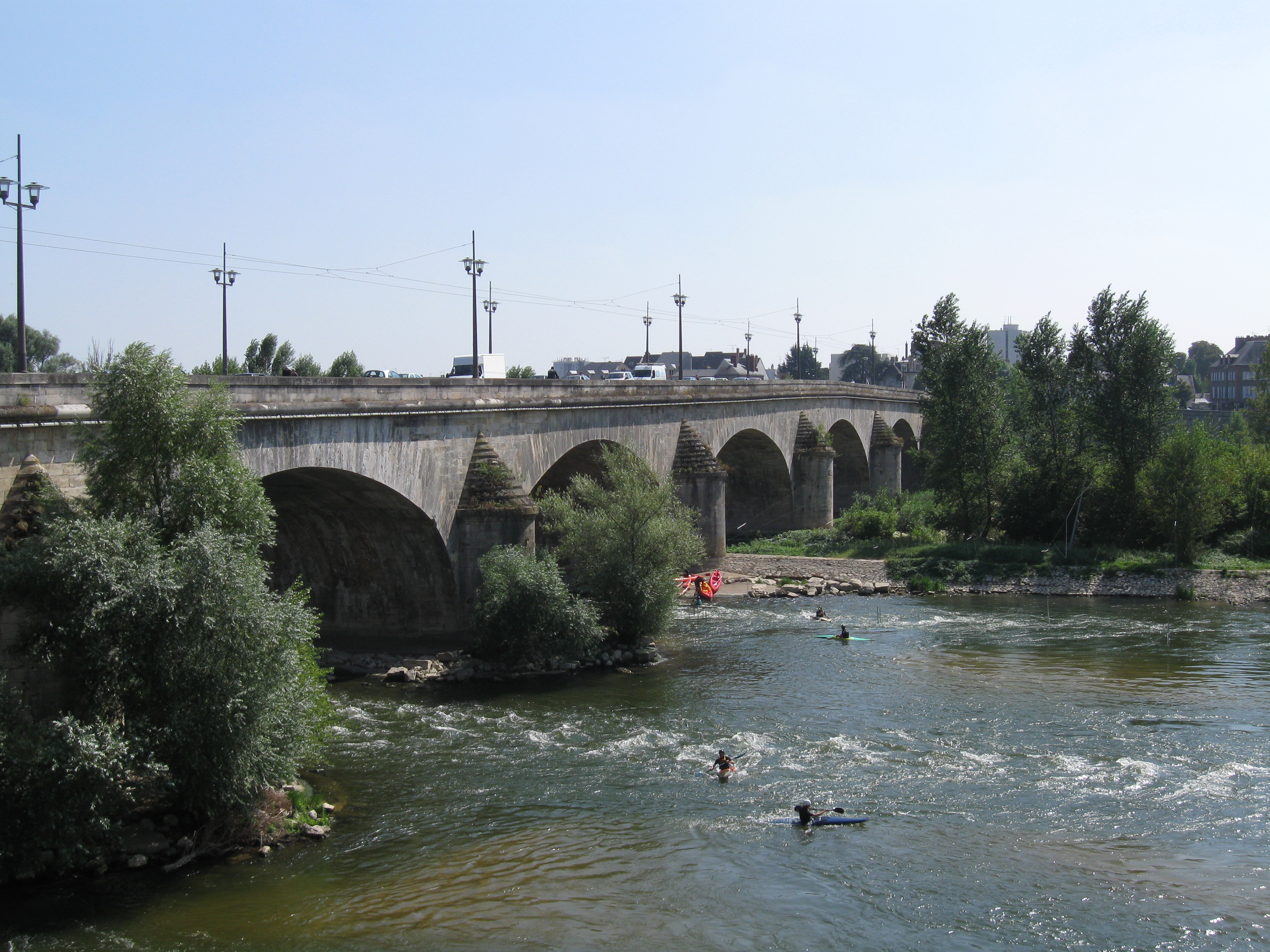
Le pont Royal ou pont George-V à Orléans

En 1750, il rédigea le projet mis à exécution pour le pont d'Orléans. Le pont ne sera pas construit à la hauteur de la rue de Recouvrance, mais en amont, à 49 toises au-dessous de la tête d'aval de l'ancien pont; ceci permet de tracer, en parfait alignement, la rue Royale qui débouche place du Martroi et, au sud, l'avenue Dauphine. Le plan de circulation est harmonieux; c'est l'œuvre d'un urbaniste.
Pour ce projet, il succède à Robert Pitrou, également inspecteur général, dont le dossier relatif à la construction du pont est achevé. Il remet le projet en cause et propose une disposition permettant des économies : ce sera 9 arches au lieu de 11, et une longueur de 165 toises au lieu de 189.
C'est un architecte qui adapte parfaitement l'ouvrage à sa destination et à son site. Il a le sens du plaisir de l'œil, un plaisir né en grande partie de l'habitude qui le conduit à combiner harmonieusement les meilleurs motifs déjà rencontrés : il retient le rapport cinq entre la portée des voûtes et la largeur des piles en majorant légèrement (5,5), il admet la forme des piles en nefs de bateau qui réduit le frottement des eaux et adopte le dessin en anses de panier à trois centres, pour les voûtes, parce que cela fait chanter les points d'appui. Et pour les rampes, il choisit la valeur minimale, comme l'a fait Louis de Règemortes à Moulins. Le résultat est d'une grande noblesse et d'une simplicité qui l'engage à supprimer, en cours de travaux, l'obélisque prévu au devis. Les pavillons, les façades de la Rue Royale, également de sa main, sont de la même facture classique. 
Quelques années après il dirigea la construction des ponts de Joigny et Cravant sur l’Yonne, et de Montereau et de Mantes sur la Seine. 
Il fit enfin, pour le passage de Trilport sur la  Marne, le projet d'un pont en trois arches surbaissées de 26 mètres d'ouverture, et dont les piles faisaient avec l’axe du pont un angle de 72 degrés. C'était à cette époque un exemple à peu près unique de pont biais. Le projet de Hupeau a été adopté de préférence à un projet de Perronet, et les travaux en ont été dirigés par Chézy.
Mais, alors que la réception du pont Royal à Orléans devait être faite « un an après leur entière perfection » les difficultés rencontrées conduisent à un report de deux années de cette échéance. Ainsi le constructeur Jean Hupeau qui décédait le 10 mars 1763 à Paris laissait à son successeur le soin de réceptionner son œuvre majeure.